# John Wheeler
John Archibald Wheeler, född 9 juli 1911 i Jacksonville, Florida, död 13 april 2008 i Hightstown, New Jersey, var en amerikansk fysiker. Han strävade, tillsammans med Albert Einstein, efter att finna en allomfattande fältteori och formulerade på 1960-talet den så kallade geometrodynamiken som han dock senare övergav på grund av dålig överensstämmelse med fysiska fakta. 
Han har bidragit till vår förståelse av hur stjärnor i slutstadierna faller samman och bildar neutronstjärnor och även svarta hål, en term som han är upphovsmannen till.
Som professor i fysik vid Princeton University 1947–1976 var han handledare åt flera andra berömda fysiker, exempelvis Richard Feynman och Kip Thorne. Han var senare, 1976–1986, även professor vid University of Texas i Austin.
Wheeler tilldelades 1996/1997 Wolfpriset i fysik.

## Utmärkelser
- Guggenheimstipendiet,  1946[9]
- Guggenheimstipendiet,  1949[9]
- Richtmyer Memorial-priset,  1954[10]
- Albert Einstein-priset,  1965
- Golden Plate Award,  1966[11]
- Enrico Fermi-priset,  1968
- Franklinmedaljen,  1969
- National Medal of Science,  1970
- Niels Bohr-medaljen,  1982
- Oersted-medaljen,  1983[12]
- Priset till J. Robert Oppenheimers minne,  1984
- Albert Einstein-medaljen,  1988
- Marcel Grossmann-priset,  1989
- Oskar Klein-medaljen,  1992[13]
- Matteuccimedaljen,  1993
- Utländsk ledamot av Royal Society,  9 mars 1995[14]
- Wolfpriset i fysik,  1996[15]
- Science Writing Award, för Geons, Black Holes and Quantum Foam: A Life in Physics,  1999[16]
- Einstein-priset (APS), med  Peter Bergmann,  2003[17]
- Medlem av American Physical Society

[Redigera Wikidata]